# Dzongkha
Dzongkha, džonka ali butanščina (Wylie: rdzong-kha, Romaniziran Dzongkha: Dzongkha), včasih tudi ngalopkha ("jezik Ngalop ljudstva"), je državni ali nacionalni jezik v Butanu.  Za pisanje dzongha jezika ali butanščine se uporablja tibetansko pisavo.
Beseda "dzongkha" pomeni jezik (kha), ki se govori v dzongih, samostanskih trdnjavah — trdnjavam podobnih značilnih samostanih, ki jih je v 17. stoletju po Butanu ustanovil Ngavang Namgjal, prvi šabdrung Rinpoče.

## Klasifikacija in sorodni jeziki
Dzongkha je južnotibetanski jezik. Je soroden in delno razumljiv s sikimskim jezikom (Wylie: Bras-ljongs-skad), ki je nacionalni jezik nekdanje kraljevine Sikim, sedanje indijske zvezne države; soroden pa je tudi z drugimi butanskimi jeziki, kot so čokangaca, brokpa, brokat in lakha.
Dzongkha je blizu jeziku j'umowa, ki se govori v dolini Čumbi v južnem Tibetu in sikimskemu jeziku. Bolj oddaljena je sorodnost s standardno tibetanščino. Čeprav govorjeni dzongkha in tibetanščina medsebojno nista razumljiva, so literarne oblike obeh pod močnim vplivom liturgične (klerične) klasične tibetanščine, v Butanu znane kot chöke, ki jo že stoletja uporabljajo budistični menihi. Chöke so v Butanu uporabljali kot jezik izobraževanja do zgodnjih 60-tih let preteklega stoletja, ko je bil v javnih šolah nadomeščen z dzongkha.
Čeprav izvira iz klasične tibetanščine, ima dzongkha veliko nepravilnih glasovnih sprememb, zaradi katerih je uradna izgovorjava veliko bolj oddaljena od standardne tibetanščine.

## Uporaba
Dzongkha in njegova narečja se kot materni jezik govorijo v naslednjih osmih zahodnih okrajih Butana: (Vangdi Fodrang, Punakha, Thimphu, Gasa, Paro, Haa, Dagana in Chukha). Kot materni jezik se dzongkha govori tudi okoli indijskega mesta Kalimpong, ki je nekdaj spadalo k Butanu, danes pa pod indijsko zvezno državo Zahodna Bengalija.
Dzongkha je bil leta 1971 s posebnim zakonom proglašen za nacionalni jezik Butana. Učenje jezika dzongkha je obvezno v vseh šolah v Butanu, jezik pa je tudi lingua franca v okrožjih na jugu in vzhodu, kjer ni materni jezik.

## Pisava
Za pisanje Dzongkha jezika se uporablja tibetanska pisava, ki ima 30 osnovnih črk. Butanščina se običajno piše v butanski obliki uchenske pisave, ki je oblika tibetanske pisave, imenovane jôyi (Wylie: mgyogs yig) in jôtshum (Wylie: mgyogs tshugs ma) "formal longhand". Tiskana oblika se imenuje enostavno tshûm (Wylie: tshugs ma).

## Romanizacija zapisa
Romanizirani standard zapisa za dzongkha je razvil jezikoslovec George van Driem. Je fonološki prepis in ne transliteracija pisave dzongkha.

## Fonologija
Dzongkha jezik je tonski jezik in ima dva registrska tona: visoki in nizek.  Naglas zloga določa alofon začetka in vrsto fonetike bazičnega samoglasnika. 

### Soglasniki
|              | bilabialni | zobni/ alveolarni | retrofleksni/ palatalni | velarni | glasilčni |
| ------------ | ---------- | ----------------- | ----------------------- | ------- | --------- |
| nosni        | m          | n                 | ɲ                       | ŋ       |           |
| plozivni     | p pʰ       | t tʰ              | ʈ ʈʰ                    | k kʰ    |           |
| afrikatni    |            | ts tsʰ            | tɕ tɕʰ                  |         |           |
| sikajoči     |            | s                 | ɕ                       |         |           |
| rotični      |            | r                 |                         |         |           |
| neprekinjeni |            | ɬ l               | j                       | w       | h         |